# Юта Маммот
«Юта Маммот» (англ. Utah Mammoth) — американский хоккейный клуб, выступающий в Национальной хоккейной лиге. Базируется в Солт-Лейк-Сити, штат Юта, США. Домашние матчи проводит в «Дельта-центре». Основан на базе клуба «Аризона Койотис». Дебютировал в сезоне 2024/25 под названием «Юта». В мае 2025 года переименован в «Юта Маммот».

## История

### Родоначальники «Юты»
Первой хоккейной командой штата Юта была команда «Солт-Лейк-Сити Иглз», основанная в 1969 году и просуществовавшая до 1994 года. Последние 3 года команда выступала в Дельта-центре, после чего была продана в Мичиган.
С 1995 по 2005 год в Юте существовал клуб IHL, а впоследствии и АХЛ «Юта Гриззлис», который был фарм-клубом «Айлендерс» (1994-98), «Старз» (1998—2004) и «Финикса» (2004-05). Позже эта команда также была продана и переехала в Кливленд под названием «Лэйк-Эри Монстерз». В этом же, 2005 году, был образован новый клуб ECHL «Юта Гриззлис», который выступает уже в Уэст-Валли-Сити и по сей день, являясь фарм-клубом «Колорадо Эвеланш».
В 2002 году в Юте проводились зимние Олимпийские игры, где также был представлен хоккей с шайбой. Сборные играли в «E Center» в Солт-Лейк-Сити и «Пикс Айс Арене» в Прово.
С 2021 по 2023 год в Дельта-центре также проходили выставочные матчи «Лос-Анджелес Кингз» с «Вегасом» и «Сан-Хосе».

### Образование клуба
В марте 2023 года владелец клуба НБА «Юты Джаз», Райан Смит, который хотел, чтобы в регионе появилась ещё одна команда из главных спортивных лиг США, провёл встречу с комиссаром лиги, Гэри Беттманом, о потенциальном создании клуба НХЛ в Юте. В январе 2024 года Смит обратился в НХЛ с просьбой начать процесс расширения в Солт-Лейк-Сити. Обсуждения о привлечении в город команды по расширению, как выяснилось, ведутся с начала 2022 года.
13 апреля 2024 года появились первые слухи о том, что НХЛ ведёт переговоры о перемещении «Аризоны Койотис» в Солт-Лейк-Сити за $ 1,2 млрд. Сами «Койотис» второй сезон подряд играли на арене университета Аризоны, вмещающей лишь 4600 человек и несколько лет не могли найти место для новой арены, а в мае 2023 года проект нового стадиона «Аризоны» был и вовсе отклонён на референдуме среди жителей города Темпе.
18 апреля 2024 года Совет директоров НХЛ одобрил создание клуба в Солт-Лейк-Сити, которая будет принадлежать бизнесмену и владельцу баскетбольной «Юты Джаз» Райану Смиту. Название команды, логотип и цвета на данный момент не утверждены, но уже известно, что франшиза будет использовать в названии «Юта», а не «Солт-Лейк-Сити». Команда фактически образована из «Аризоны Койотис», но не является её правопреемником. Все хоккеисты, тренерский штаб и остальной персонал, а также драфт-пики перешли в новую команду в Юте. Но несмотря на это, лига и прежний владелец «койотов» оставили за собой права на название «Аризона Койотис», их логотип и весь остальной брендинг. Франшиза «Койотис» переведена во временно неактивный статус сроком на 5 лет. Потенциально «Аризона Койотис» сможет вернуться в лигу и набрать состав через драфт расширения, если до 2029 года будет построена новая арена.
В первые 2 часа у «Юты» были забронированы более 6000 сезонных абонементов, позже это число дошло до 22 000.
«Юта» будет играть в Дельта-центре, который в настоящее время является домашним стадионом команды НБА «Юта Джаз». Действующая арена на данный момент вмещает более 16 200 человек, из которых 4200 с ограниченным обзором, так как арена изначально не создавалась под хоккейную. Арена подвергнется переоборудованию, после которого сможет вмещать 17 500 человек. Также сенат штата Юта в феврале 2024 года принял налоговое законодательство, направленное на поддержку строительства новой хоккейной арены в центре города, предложенной Смитом, которая потенциально сможет использоваться для обеих команд.
8 мая 2024 года руководство «Юты» представило список из 20 возможных названий клуба. Окончательное название клуба будет выбрано в результате голосования к началу сезона 2025/26. Ожидается, что голосование будет проходить в несколько этапов. 6 июня были представлены 6 окончательных вариантов для голосования: Blizzard («Метель»), Utah HC («ХК Юта»), Mammoth («Маммот»), Outlaws («Разбойники»), Venom («Яд») и Yeti («Йети»). 13 июня было представлено окончательное название на сезон 2024/25. Команда провела его под названием «Юта». Временными командными цветами стали каменный чёрный, соляной белый и горный голубой.
Первым игроком, выбранным на драфте НХЛ 2024 года «Ютой» стал Тидж Игинла, сын нападающего Джерома Игинлы. В первом межсезонье посредством обменов команду пополнили защитники Михаил Сергачёв и Джон Марино. Затем был подписан контракт с защитником Иэном Коулом.
30 апреля 2025 года начались спекуляции, что «Маммот» было выбрано в качестве названия после утечек в Интернете, которые показали, что команда сменила название в социальных сетях на «Utah Mammoth».

### Первый сезон клуба
Первым игроком, подписавшим контракт с «Ютой», стал Ноэль Норд, выбранный клубом «Аризона Койотис» под общим 72-м номером в 3-м раунде драфта НХЛ 2023 года. Соглашение с новичком было подписано на 3 сезона, общая сумма контракта составила $2,5 млн. Затем на драфте НХЛ 2024 года «Ютой» в первом раунде под общим 6-м номером был выбран нападающий Тидж Игинла. Клуб подписал с игроком трёхлетний контракт на сумму $2,8 млн. Главным тренером клуба стал Андре Туриньи, который ранее возглавлял предшественника «Юты» — «Аризона Койотис».

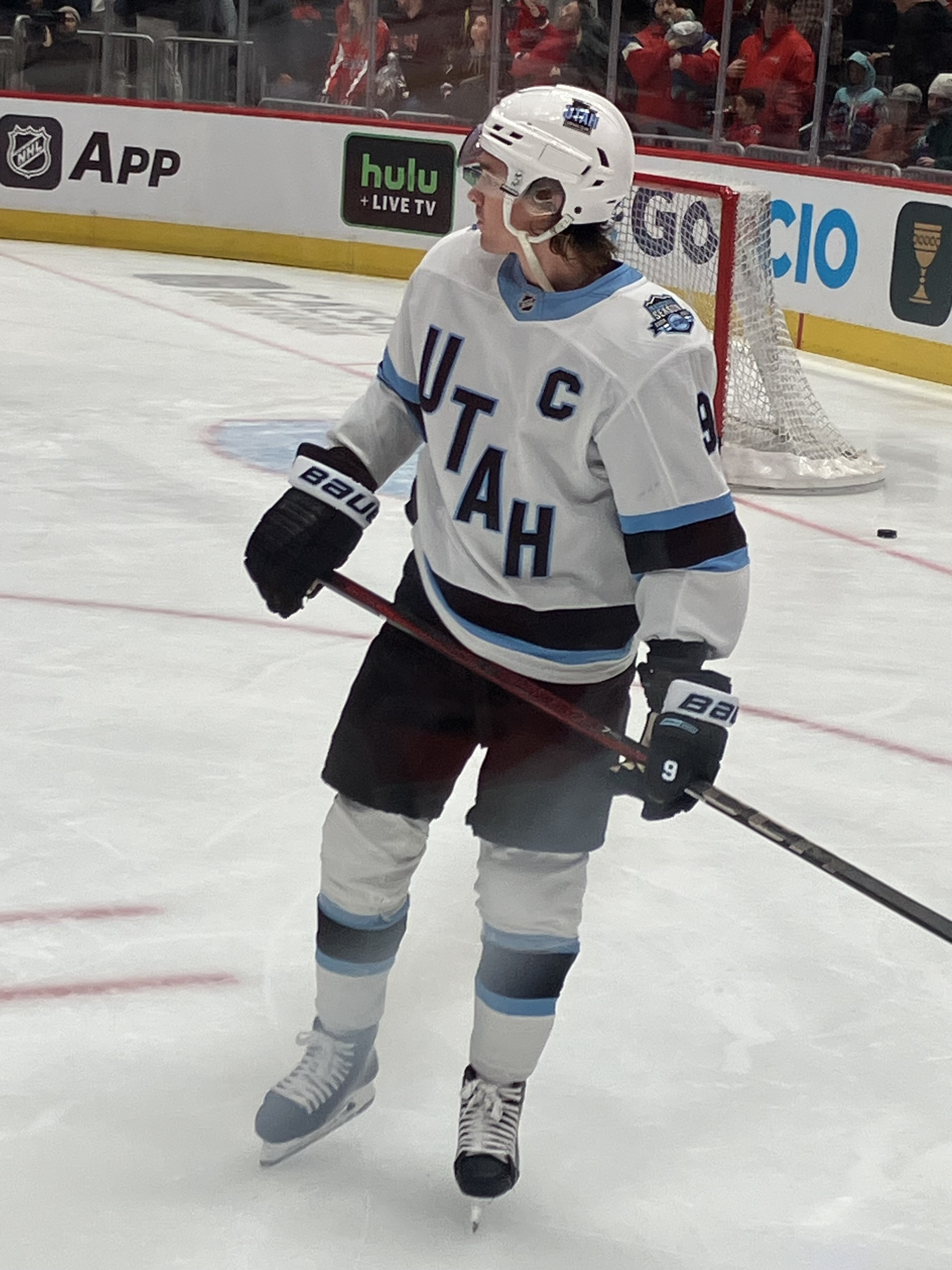
Клейтон Келлер — капитан клуба «Юта» в сезоне НХЛ 2024/25

Первый предсезонный матч клуб провёл 22 сентября 2024 года против клуба НХЛ «Сент-Луис Блюз», в котором победу со счётом 5:3 одержала «Юта». Затем до старта регулярного чемпионата НХЛ было проведено ещё шесть выставочных матчей. Соперниками выступили — «Лос-Анджелес Кингз», «Вегас Голден Найтс», «Колорадо Эвеланш» (дважды), «Анахайм Дакс» и «Сан-Хосе Шаркс». Матч с «Лос-Анджелес Кингз» был проведён на льду арены «Дельта-Центр» и стал первым домашним для клуба «Юта».
На момент проведения предсезонных матчей команда не сделала окончательный выбор капитана и его ассистентов. Перед началом регулярного чемпионата, 4 октября 2024 года, капитаном команды был избран американский нападающий Клейтон Келлер, его ассистентами стали канадский нападающий Александр Керфут и российский защитник Михаил Сергачёв.
В НХЛ клуб дебютировал в сезоне 2024/25 под временным названием «Юта». 5 октября на домашнем льду в «Дельта-центр» команда сыграла свой первый матч в НХЛ против «Чикаго Блэкхокс». Первую шайбу клуба в НХЛ забросил Дилан Гюнтер, под конец матча он оформил и первый дубль. Игра завершилась победой «Юты» со счётом 5:2. Крупнейшая победа в сезоне случилась в матче с «Вегас Голден Найтс» 30 ноября 2024 года. Команда обыграла соперника со счётом 6:0. Крупнейшим поражением же стал матч с «Тампа-Бэй Лайтнинг» 27 марта 2025 года. Восемь безответных шайб пропустила «Юта». Всего в сезоне из 82 матчей команде удалось одержать 38 побед, поражений в основное время — 31, в овертайме — 13. Так, «Юта» завершила регулярный чемпионат на 19 месте среди всех команд НХЛ, на 11 — в Западной конференции, на 6 — в Центральном дивизионе. В плей-офф в дебютном сезоне клубу выйти не удалось. Лидером команды по заброшенным шайбам, результативным передачам и в целом лучшим бомбардиром стал капитан — Клейтон Келлер. На счету нападающего 30 голов, 60 передач и 90 очков в сумме за 81 матч в регулярном чемпионате.

## Команда

### Текущий состав
| №                         | Игрок                | Страна                    | Хват    | Дата рождения             | Рост (см) | Вес (кг) | Средняя зарплата ($) | Контракт до |
| Вратари                   | Вратари              | Вратари                   | Вратари | Вратари                   | Вратари   | Вратари  | Вратари              | Вратари     |
| ------------------------- | -------------------- | ------------------------- | ------- | ------------------------- | --------- | -------- | -------------------- | ----------- |
| 31                        | Мэтт Виллальта       | Канада                    | Левый   | 3 июня 1999 (26 лет)      | 191       | 86       | 775,000              | 2025/26     |
| 33                        | Джексон Стаубер      | Соединённые Штаты Америки | Левый   | 27 апреля 1999 (26 лет)   | 191       | 79       | 775,000              | 2026/27     |
| 39                        | Коннор Ингрэм        | Канада                    | Левый   | 31 марта 1997 (28 лет)    | 188       | 89       | 1,950,000            | 2025/26     |
| 41                        | Витек Ванечек        | Чехия                     | Левый   | 9 января 1996 (29 лет)    | 185       | 82       | 1,500,000            | 2025/26     |
| 70                        | Карел Веймелка       | Чехия                     | Правый  | 25 мая 1996 (29 лет)      | 191       | 92       | 4,750,000            | 2029/30     |
| Защитники                 |                      |                           |         |                           |           |          |                      |             |
| -                         | Скотт Перунович      | Соединённые Штаты Америки | Левый   | 18 августа 1998 (26 лет)  | 177       | 77       | 775,000              | 2025/26     |
| 2                         | Олли Мяяття          | Финляндия                 | Левый   | 22 августа 1994 (30 лет)  | 188       | 93       | 3,500,000            | 2027/28     |
| 4                         | Юусо Вялимяки        | Финляндия                 | Левый   | 6 октября 1998 (26 лет)   | 187       | 93       | 2,000,000            | 2025/26     |
| 6                         | Джон Марино          | Соединённые Штаты Америки | Правый  | 21 мая 1997 (28 лет)      | 185       | 82       | 4,400,000            | 2026/27     |
| 10                        | Маверик Ламурье      | Канада                    | Правый  | 13 января 2004 (21 год)   | 200       | 90       | 886,666              | 2026/27     |
| 26                        | Дмитрий Симашев      | Россия                    | Левый   | 4 февраля 2005 (20 лет)   | 193       | 90       | 950,000              | 2027/28     |
| 28                        | Иэн Коул             | Соединённые Штаты Америки | Левый   | 21 февраля 1989 (36 лет)  | 185       | 100      | 2,800,000            | 2025/26     |
| 41                        | Роберт Бортуццо      | Канада                    | Правый  | 18 марта 1989 (36 лет)    | 193       | 98       | 775,000              | 2024/25     |
| 50                        | Шон Дурзи            | Канада                    | Левый   | 21 октября 1998 (26 лет)  | 183       | 85       | 6,000,000            | 2027/28     |
| 57                        | Ник Десимон          | Соединённые Штаты Америки | Правый  | 21 ноября 1994 (30 лет)   | 188       | 86       | 800,000              | 2025/26     |
| 88                        | Нэйт Шмидт           | Соединённые Штаты Америки | Левый   | 16 июля 1991 (34 года)    | 183       | 88       | 3,500,000            | 2027/28     |
| 98                        | Михаил Сергачёв      | Россия                    | Левый   | 25 июня 1998 (27 лет)     | 190       | 98       | 8,500,000            | 2030/31     |
| Левые крайние нападающие  |                      |                           |         |                           |           |          |                      |             |
| 29                        | Эндрю Агоццино       | Канада                    | Левый   | 3 января 1991 (34 года)   | 178       | 85       | 775,000              | 2025/26     |
| 48                        | Даниил Бут           | Россия                    | Правый  | 15 февраля 2005 (20 лет)  | 196       | 92       | 950,000              | 2027/28     |
| 53                        | Майкл Карконе        | Канада                    | Левый   | 19 мая 1996 (29 лет)      | 178       | 78       | 775,000              | 2025/26     |
| 67                        | Лоусон Крауз — А     | Канада                    | Левый   | 23 июня 1997 (28 лет)     | 193       | 100      | 4,300,000            | 2026/27     |
| 73                        | Брэндон Танев        | Канада                    | Левый   | 31 декабря 1991 (33 года) | 183       | 82       | 2,500,000            | 2027/28     |
| Центрфорварды             |                      |                           |         |                           |           |          |                      |             |
| 8                         | Ник Шмальц — А       | Соединённые Штаты Америки | Правый  | 23 февраля 1996 (29 лет)  | 183       | 80       | 5,850,000            | 2025/26     |
| 9                         | Клейтон Келлер — К   | Соединённые Штаты Америки | Левый   | 29 июля 1998 (26 лет)     | 178       | 76       | 7,150,000            | 2027/28     |
| 15                        | Александр Керфут     | Канада                    | Левый   | 11 августа 1994 (30 лет)  | 178       | 79       | 3,000,000            | 2025/26     |
| 18                        | Сэмми Уокер          | Соединённые Штаты Америки | Правый  | 7 июня 1999 (26 лет)      | 178       | 64       | 775,000              | 2024/25     |
| 22                        | Джек Макбэйн         | Канада                    | Левый   | 6 января 2000 (25 лет)    | 193       | 99       | 4,250,000            | 2029/30     |
| 27                        | Барретт Хэйтон       | Канада                    | Левый   | 9 июня 2000 (25 лет)      | 185       | 86       | 2,650,000            | 2025/26     |
| 38                        | Лиам О’Брайен        | Канада                    | Левый   | 29 июля 1994 (30 лет)     | 185       | 97       | 1,000,000            | 2026/27     |
| 82                        | Кевин Стенлунд       | Швеция                    | Правый  | 20 сентября 1996 (28 лет) | 193       | 95       | 2,000,000            | 2025/26     |
| 92                        | Логан Кули           | Соединённые Штаты Америки | Левый   | 4 мая 2004 (21 год)       | 178       | 81       | 950,000              | 2025/26     |
| Правые крайние нападающие |                      |                           |         |                           |           |          |                      |             |
| 11                        | Дилан Гюнтер         | Канада                    | Правый  | 10 апреля 2003 (22 года)  | 188       | 83       | 7,142,857            | 2032/33     |
| 56                        | Кайлер Ямамото       | Соединённые Штаты Америки | Правый  | 29 сентября 1998 (26 лет) | 173       | 70       | 775,000              | 2025/26     |
| 77                        | Джон-Джейсон Петерка | Германия                  | Левый   | 14 января 2002 (23 года)  | 180       | 87       | 7,700,000            | 2029/30     |

### Тренерский штаб
| Должность            | Имя            | Страна | Дата рождения           | В должности |
| -------------------- | -------------- | ------ | ----------------------- | ----------- |
| Генеральный менеджер | Билл Армстронг | Канада | 18 мая 1970 (55 лет)    | с 2024 года |
| Главный тренер       | Андре Туриньи  | Канада | 30 мая 1974 (51 год)    | с 2024 года |
| Помощник тренера     | Джон Мэдден    | Канада | 4 мая 1973 (52 года)    | с 2024 года |
| Помощник тренера     | Марио Дюамель  | Канада | 30 марта 1975 (50 лет)  | с 2024 года |
| Помощник тренера     | Блэйн Форсайт  | Канада | 1976 (48 лет)           | с 2024 года |
| Тренер вратарей      | Кори Шваб      | Канада | 4 ноября 1970 (54 года) | с 2024 года |

### Капитаны команды
| Год        | Игрок          |
| ---------- | -------------- |
| 2024—н. в. | Клейтон Келлер |

### Главные тренеры команды
| Год        | Тренер        |
| ---------- | ------------- |
| 2024—н. в. | Андре Туриньи |